# Polybia micans
Polybia micans är en getingart som beskrevs av Adolpho Ducke 1904. Polybia micans ingår i släktet Polybia och familjen getingar. Inga underarter finns listade i Catalogue of Life.